# Herbert Balke
Herbert Balke ist ein deutscher Ingenieur und Hochschullehrer auf dem Gebiet der Technischen Mechanik.
Balke studierte an der Technischen Universität Dresden Angewandte Mechanik und absolvierte ebenda seine Promotion A und Promotion B auf dem Gebiet der Plastizitätstheorie. Nach einer Tätigkeit als Professor für Kontinuumsmechanik an der Technischen Universität Chemnitz ab 1992 kehrte Balke 1994 als Leiter des Lehrstuhls für Elastizitätstheorie und Bruchmechanik an die TU Dresden zurück. In dieser Funktion folgte er Hans Göldner nach. Trotz seiner Pensionierung im Jahr 2010 hält Balke als Seniorprofessor an der Professur für Mechanik multifunktionaler Strukturen, dem Lehrstuhl seines Nachfolgers Thomas Wallmersperger, weiterhin Vorlesungen zur Höheren Technischen Mechanik (Stand 2016).
Zu den Grundlagen seines Fachgebietes veröffentlichte Balke unter dem Titel Einführung in die Technische Mechanik eine dreibändige Lehrbuchreihe, die in mehreren Auflagen im Springer-Verlag erschien.